# Logo (EU-Ratspräsidentschaft)

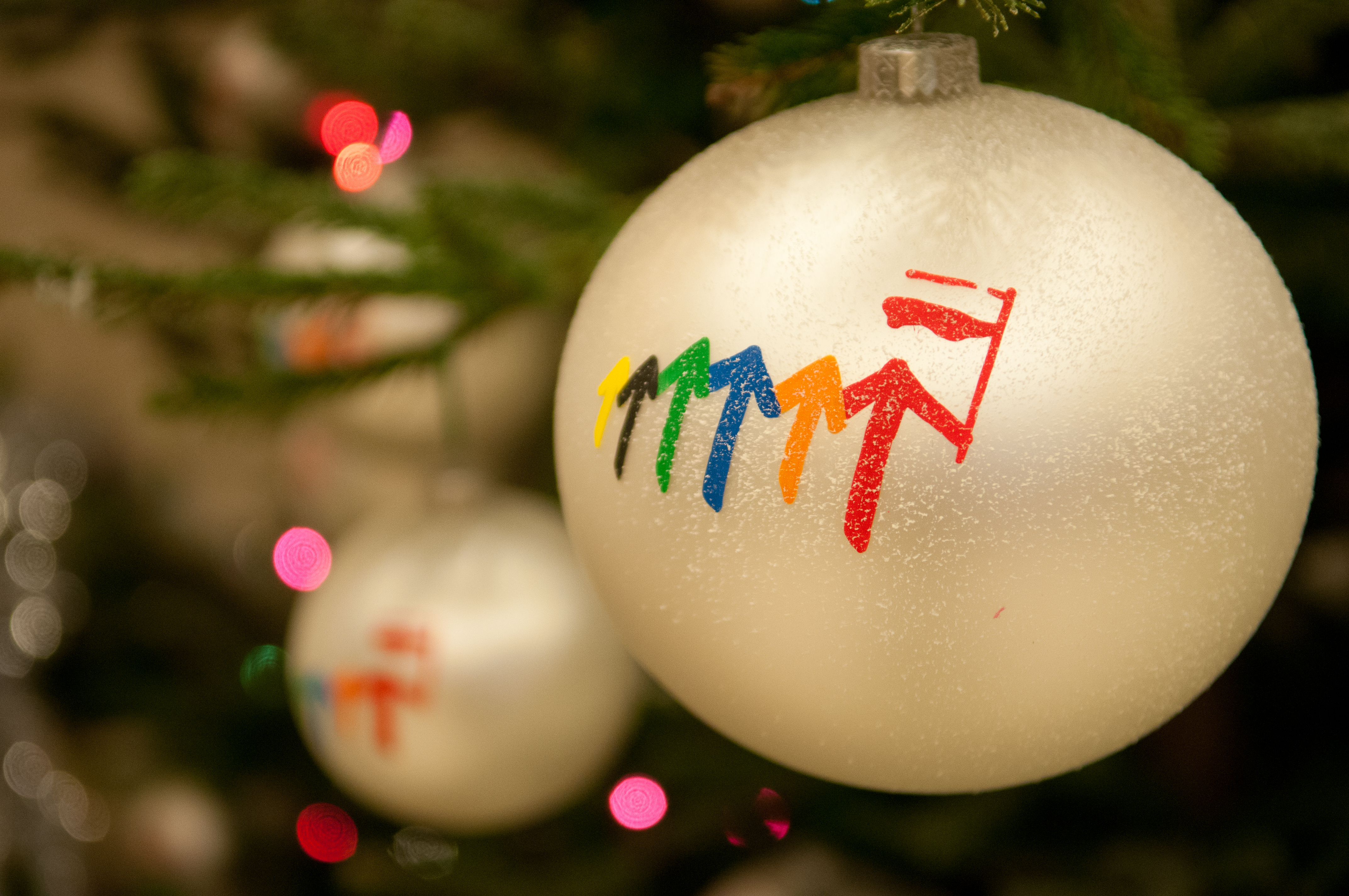
Christbaumkugeln anlässlich der polnischen EU-Ratspräsidentschaft 2011

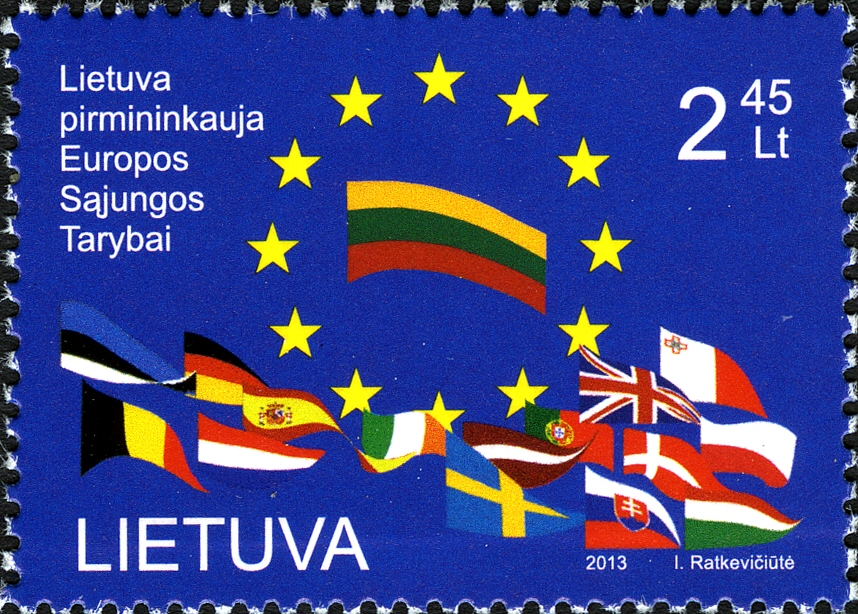
Briefmarke anlässlich der EU-Ratspräsidentschaft Litauens 2013

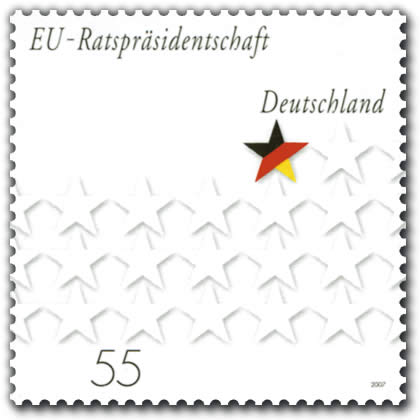
Briefmarke anlässlich der EU-Ratspräsidentschaft Deutschlands 2007

Das Logo der EU-Ratspräsidentschaft ist das grafische Symbol des Unionsmitgliedstaates, welcher den Vorsitz im Rat der Europäischen Union turnusmäßig innehat. Es wird regelmäßig von diesem selbst gestaltet bzw. in Auftrag gegeben. Es ist kein offizielles Symbol der Europäischen Union (siehe: Symbole der Europäischen Union).
Es handelt sich dabei regelmäßig um ein grafisches Zeichen, welches mit dem Hinweis auf den entsprechenden vorsitzführenden Unionsmitgliedstaat und die Europäische Union ergänzt wird. Es sind oft mehrere grafische und farbliche Varianten des Logos jeweils vorgegeben, möglich und/oder in Verwendung. Das Logo wird regelmäßig nur einmal für eine Ratspräsidentschaft verwendet. Im Falle der Trio-Ratspräsidentschaft von Spanien/Belgien/Ungarn in den Jahren 2010 bis 2011 wurde im Kern von allen drei Ratspräsidentschaften dasselbe Logo mit einigen geringen Farbanpassungen und Zusätzen verwendet.
Das älteste dem Rat der Europäischen Union bekannte Logo stammt aus der belgischen EU-Ratspräsidentschaft des Jahres 1987.

## Thema des Logos
Der vorsitzführende Unionsmitgliedstaat wählt regelmäßig für seine Präsidentschaft ein Logo, welches sein Land in Verbindung mit der Europäischen Union positiv darstellt. Das Logo soll auch ein 
- bestimmendes Merkmal der Identität des jeweiligen Vorsitzes sein und
- den Standpunkt und Stellenwert des entsprechenden Unionsmitgliedstaates in der EU aus eigener Sicht darlegen sowie
- die Interesse der europäischen Gemeinschaft in den Vordergrund rücken, und
- historische Gemeinsamkeiten aufzeigen.

Dem Logo ist vielfach auf der Webseite des vorsitzführenden Unionsmitgliedstaates eine Erklärung zur unzweideutigen Vermittlung der dahinterstehenden Botschaft an die europäischen Bürger und die anderen Mitgliedstaaten beigegeben.
Gemäß Auskunft des Rates der Europäischen Union ist das Logo des Unionsmitgliedstaates der jeweils aktuellen EU-Ratspräsidentschaft etwas, "das ihr als unentbehrliches visuelles Symbol dient, ein Erkennungszeichen ihrer Identität, eine Botschaft an Europa und die ganze Welt".
Das Logo wird in allen Publikationen des vorsitzführenden Unionsmitgliedstaates, der Online-Präsenz, in Dekorationen von Veranstaltungen, im Justus-Lipsius-Gebäude in Brüssel und bei anderen Gelegenheiten der offiziellen Veranstaltungen der Präsidentschaft verwendet.

## Beispiele für verwendete Logos

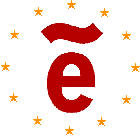
Spanische EU-Ratspräsidentschaft 1995
Österreichische EU-Ratspräsidentschaft 1998
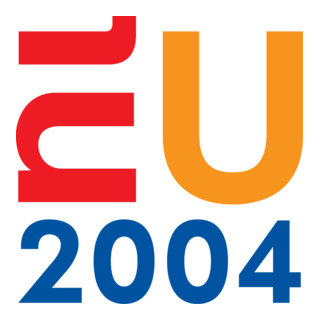
Niederländische EU-Ratspräsidentschaft 2004
Österreichische EU-Ratspräsidentschaft 2006
Deutsche EU-Ratspräsidentschaft 2007
Slowenische EU-Ratspräsidentschaft 2008
Französische EU-Ratspräsidentschaft 2008
Tschechische EU-Ratspräsidentschaft 2009
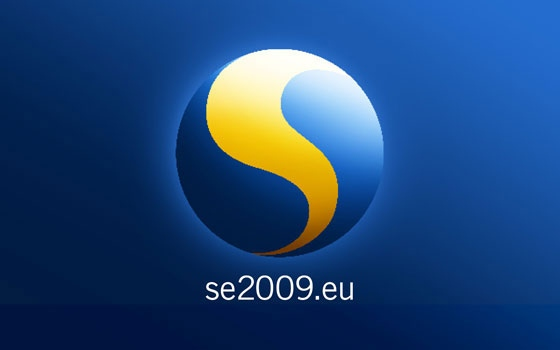
Schwedische EU-Ratspräsidentschaft 2009
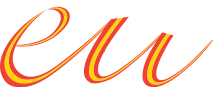
Spanische EU-Ratspräsidentschaft 2010
Belgische EU-Ratspräsidentschaft 2010
Ungarische EU-Ratspräsidentschaft 2011
Polnische EU-Ratspräsidentschaft 2011
Dänische EU-Ratspräsidentschaft 2012
Zyprische EU-Ratspräsidentschaft 2012
Irische EU-Ratspräsidentschaft 2013
Litauische EU-Ratspräsidentschaft 2013
Griechische EU-Ratspräsidentschaft 2014
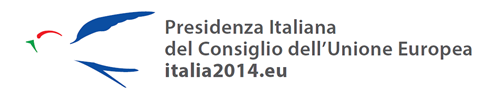
Italienische EU-Ratspräsidentschaft 2014
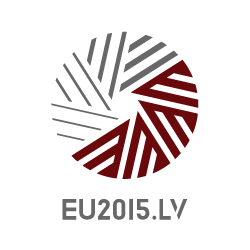
Lettische EU-Ratspräsidentschaft 2015
Luxemburgische EU-Ratspräsidentschaft 2015
Niederländische EU-Ratspräsidentschaft 2016
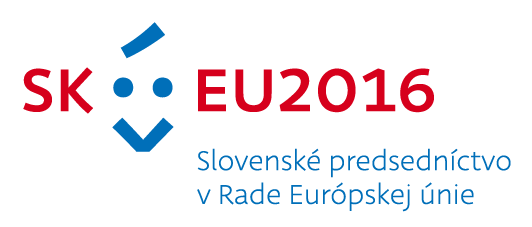
Slowakische EU-Ratspräsidentschaft 2016
Maltesische EU-Ratspräsidentschaft 2017
Estnische EU-Ratspräsidentschaft 2017
Bulgarische EU-Ratspräsidentschaft 2018
Österreichische EU-Ratspräsidentschaft 2018
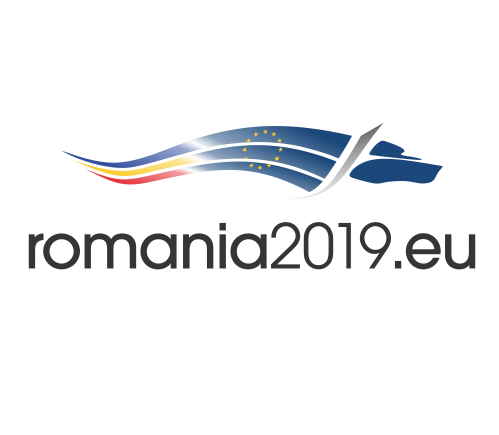
Rumänische EU-Ratspräsidentschaft 2019
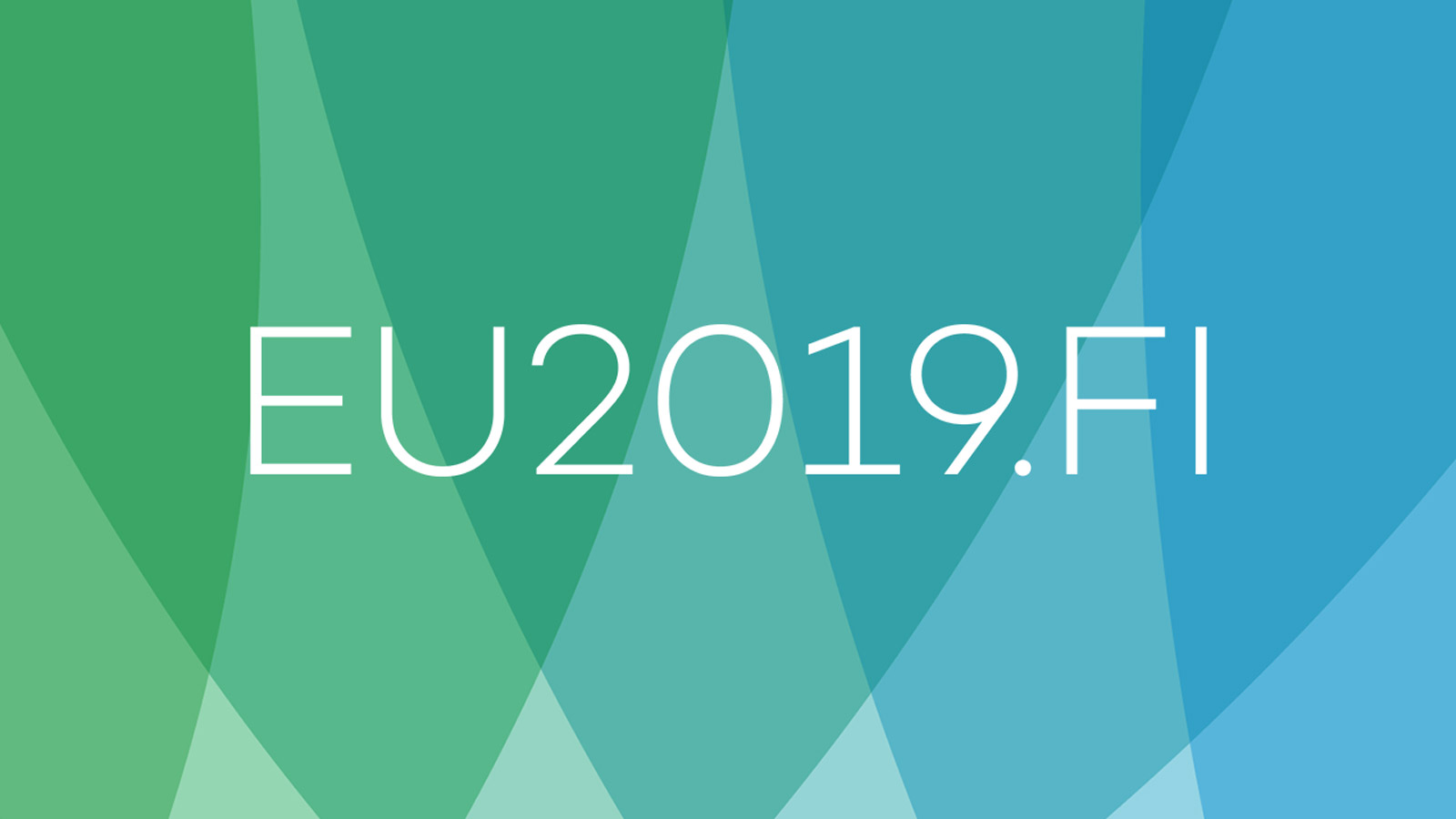
Finnische EU-Ratspräsidentschaft 2019
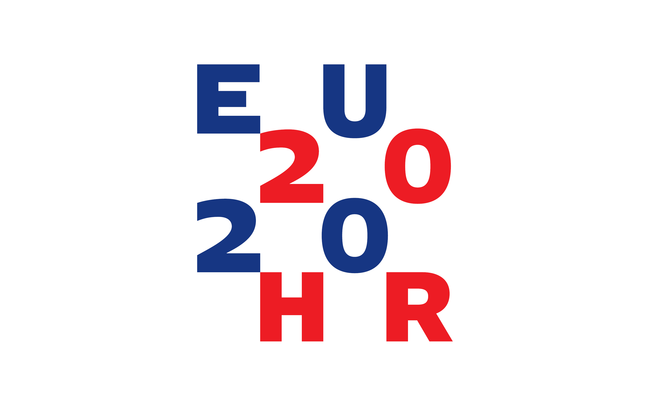
Kroatische EU-Ratspräsidentschaft 2020
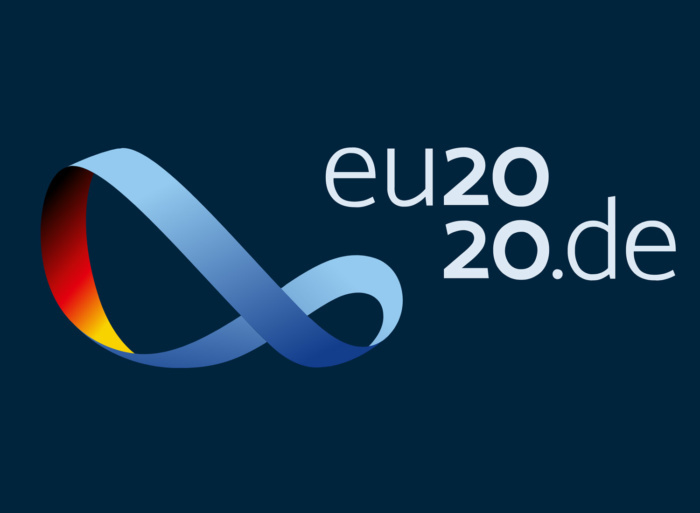
Deutsche EU-Ratspräsidentschaft 2020
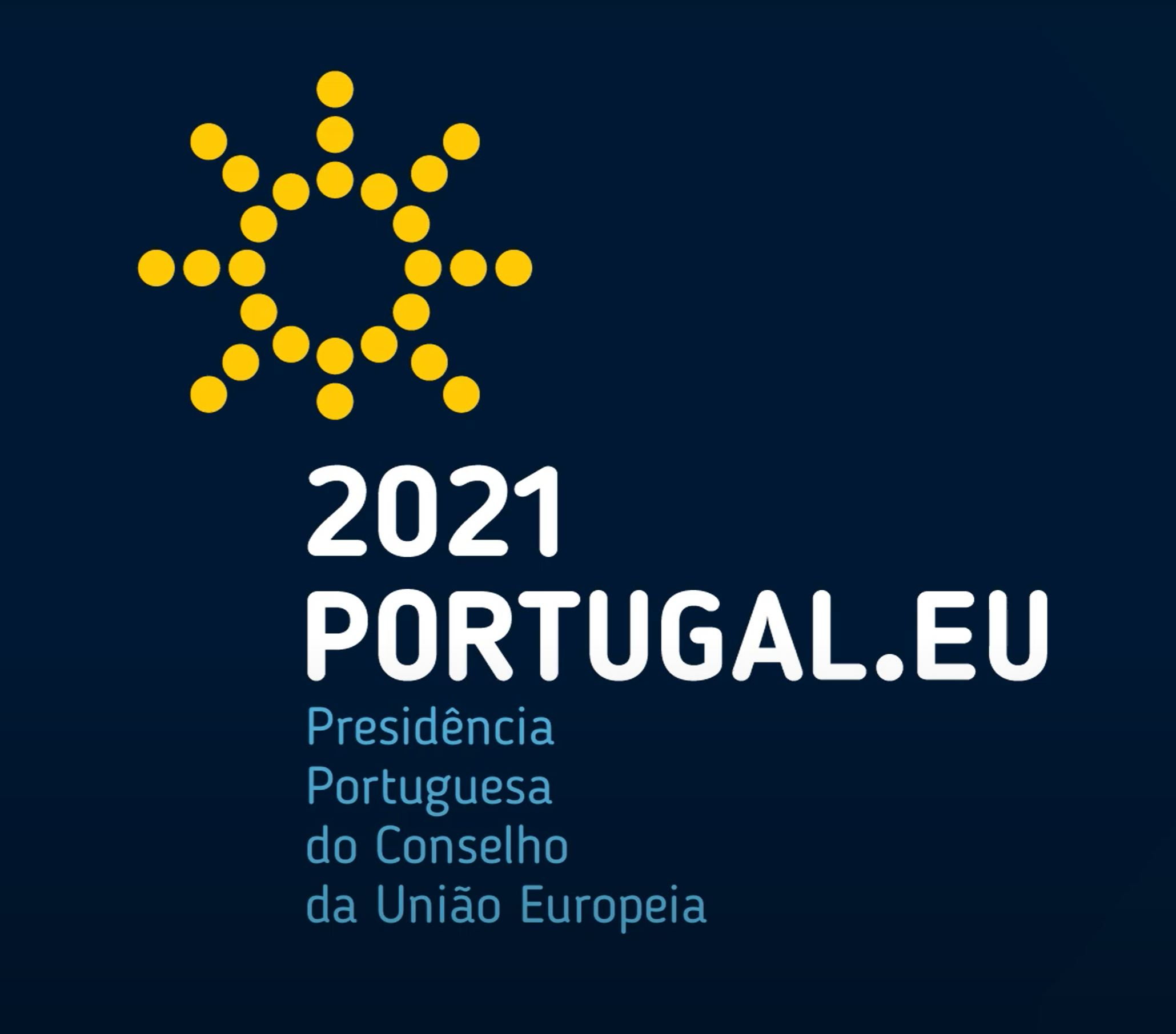
Portugiesische EU-Ratspräsidentschaft 2021
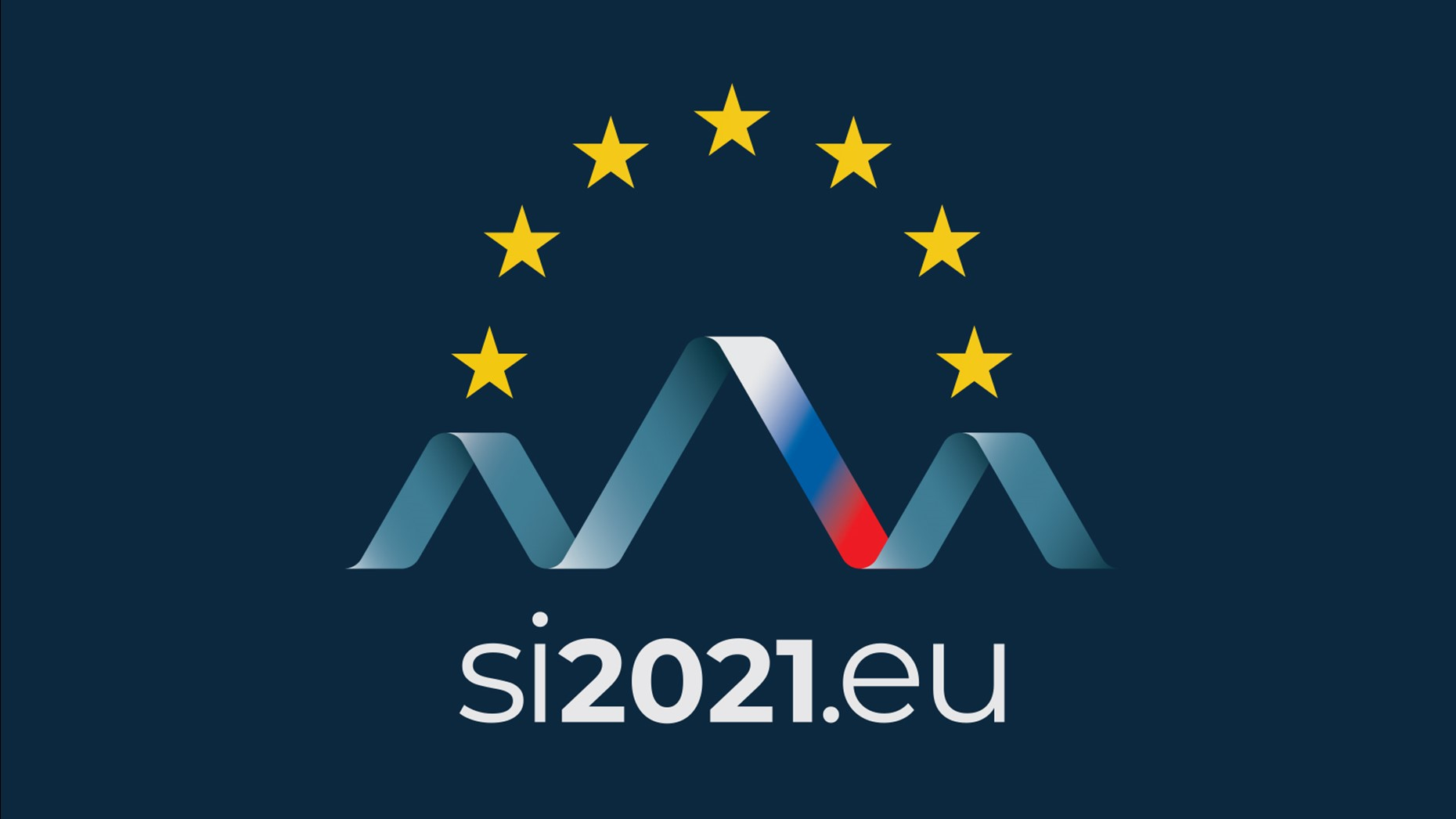
Slowenische EU-Ratspräsidentschaft 2021
Französische EU-Ratspräsidentschaft 2022
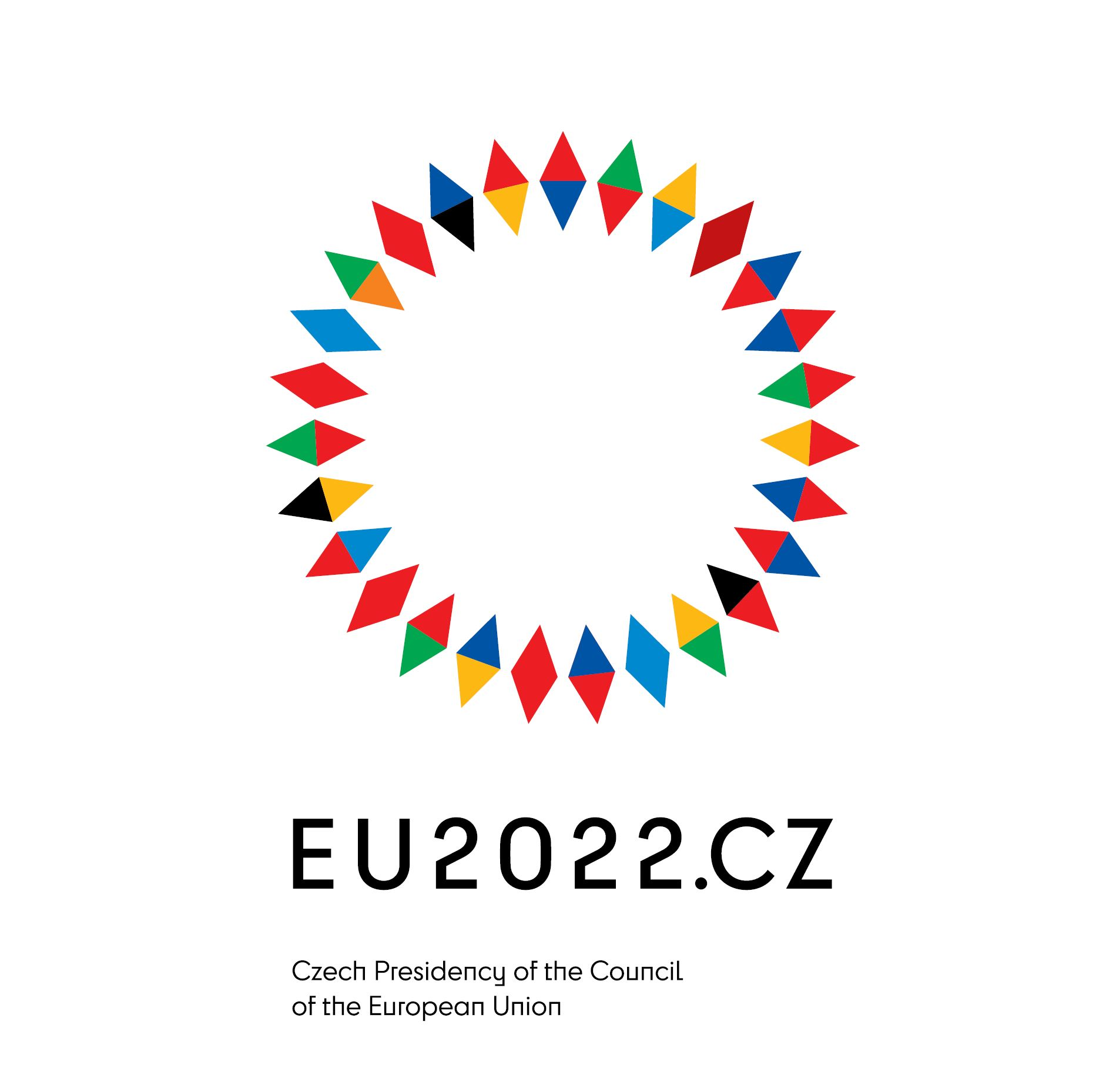
Tschechische EU-Ratspräsidentschaft 2022
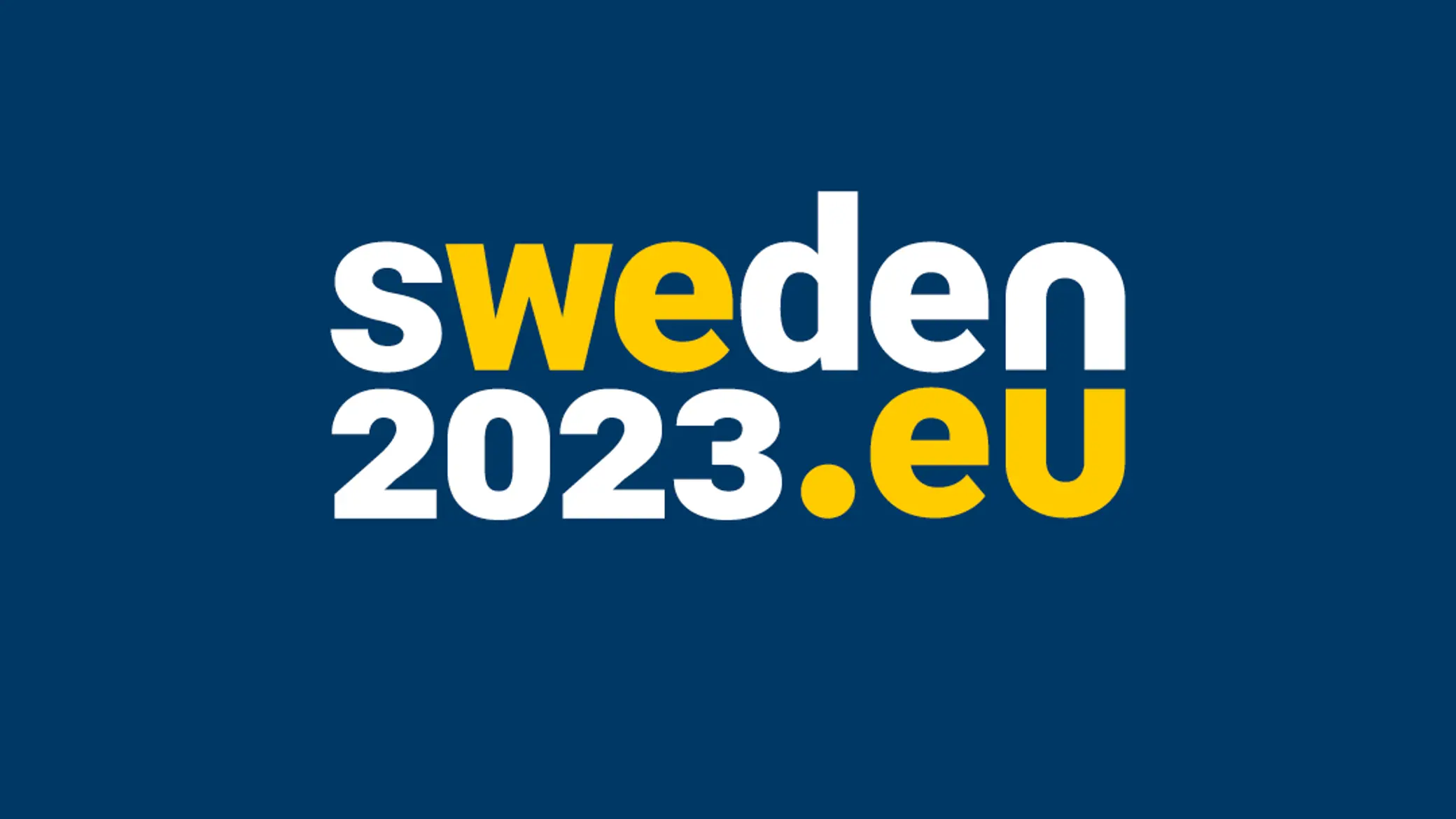
Schwedische EU-Ratspräsidentschaft 2023
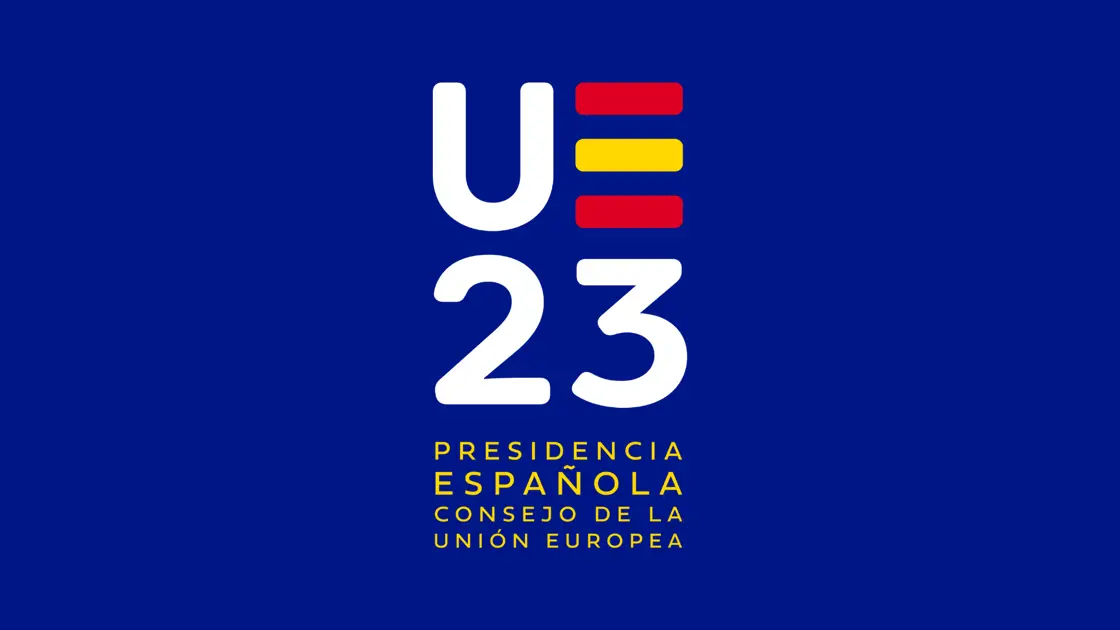
Spanische EU-Ratspräsidentschaft 2023
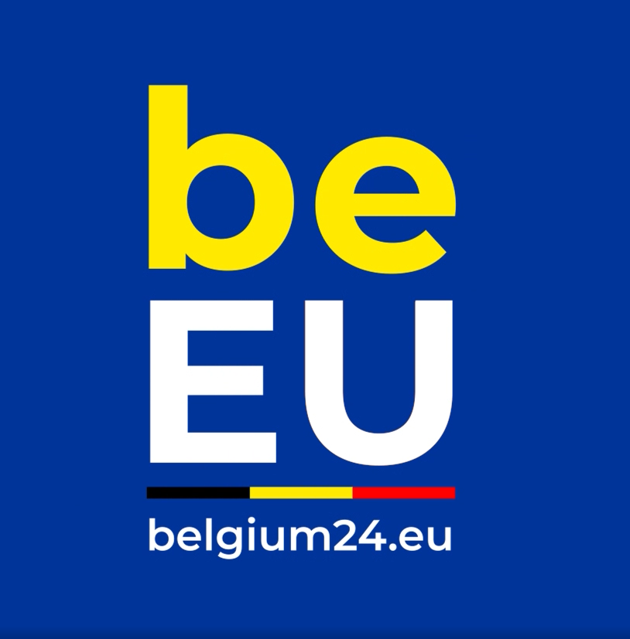
Belgische EU-Ratspräsidentschaft 2024
Polnische EU-Ratspräsidentschaft 2025